# 費利曼圖 (澳大利亞國會選區)
費利曼圖選區（英語：Division of Fremantle），是澳大利亞西澳大利亞州的下議院選區，包括該州最大港市費利曼圖（選區因而得名）和州府珀斯南郊。面積201平方公里。
選區始於1900年，是聯邦成立時的七十五個原始選區之一。本區自1934年以來是工黨的安全選區。自2007年至2016年當區議員是梅莉莎·帕克，2016年的當區議員是祖殊·衛亦信，後因雙重國籍問題要重新舉辦選舉；在2018年的補選中，祖殊·衛亦信亦都成功重新返回議會。